# Trehage
Trehage (Triglochin) er en slægt med 18 arter, der er udbredt i Australien, Nordamerika og Europa. Det er urteagtige planter med grundstillede, kødfulde blade, der er runde eller ovale i tværsnit. Blomsterne sidder i stande yderst på særlige skud. De enkelte blomster er 3-tallige med 6 grønlige blosterblade. Frugterne er spaltefrugter.
| Beskrevne arter |

- Strandtrehage (Triglochin maritima)
- Kærtrehage (Triglochin palustris)

| Andre arter |

- Triglochin scilloides
- Triglochin striata